# Nokianvirta
Il Nokianvirta è un fiume finlandese, emissario del lago Pyhäjärvi, dal quale nasce nei pressi di Tampere, ed immissario del lago Kulovesi, che si snoda nella regione del Pirkanmaa.